# Spiro Koleka
Spiro Koleka, teljes nevén Spiro Thoma Koleka (nevének ejtése spiɾɔ kɔlɛka; Vuno, 1908. július 7. – Tirana, 2001. augusztus 22.) albán kommunista politikus, építőmérnök. Az állampárti évtizedekben mindvégig a párt- és állami vezetés legszűkebb köréhez tartozott. 1948-tól tagja volt a párt központi és politikai bizottságának egyaránt, emellett több mint huszonkét éven át volt a minisztertanács egyik elnökhelyettese (1949–1953, 1955–1966, 1968–1976). Nyolc éven át az Állami Tervbizottság élén állva határozta meg az ország ipari átalakításának menetrendjét (1948–1949, 1954–1958, 1966–1968), de pályája során szakminiszteri pozíciókat is betöltött: volt közmunkaügyi (1944–1948, 1950–1953), közlekedési (1948–1949), valamint ipari és építésügyi miniszter (1953–1954) is.

## Életútja
A Himara vidéki Vunóban született görögkeleti családban. Apja, Spiro Jorgo Koleka helyi földbirtokos volt, aki az 1910-es–1920-as években belpolitikai szerepet is vállalt, 1920 és 1924 között több kormány minisztere volt. Középiskolája elvégzése után, 1928–1929-ben előbb a calabriai San Demetrio Corone Szent Adrián Kollégiumában (Collegio di San Adriano), majd 1930-tól 1934-ig a Pisai Egyetemen tanult, ahol építőmérnöki képesítést szerzett. Hazájába visszatérve, miután 1935 augusztusában részt vett a Zogu-ellenes fieri felkelésben, rövid időre letartóztatták. 1936–1937-ben egy olasz építőipari cég alkalmazásában állt. Az ország 1939. áprilisi olasz megszállását követően előbb Jugoszláviába szökött, majd 1939 decemberében hazatért, és aktív szerepet vállalt a kommunista partizánok fegyveres ellenállási mozgalmában. Idővel tagja lett a Nemzeti Felszabadítási Mozgalom vezetésének és a partizánhadsereg vezérkarának is.
A përmeti kongresszuson 1944. május 28-án létrehozott ideiglenes végrehajtó testületben, a Nemzeti Felszabadítás Antifasiszta Tanácsában a közmunkaügyi biztosi posztot kapta meg. Az 1944. október 23-án megalakult Enver Hoxha-kormányban is a közmunkaügyi tárcát vezette egészen 1948. november 22-éig. 1948. november 23-a és 1949. augusztus 4-e között közlekedési miniszter, 1950. március 8-a és 1953. július 31-e között ismét közmunkaügyi, majd 1953. augusztus 1-je és 1954. július 19-e között ipari és építésügyi miniszter volt. Ezzel párhuzamosan több éven át volt a minisztertanács egyik elnökhelyettese: 1949. november 17. és 1953. július 31. között Enver Hoxha, 1955. június 6-a és 1966. március 16-a, majd 1968. december 24-e és 1976. november 11-e között Mehmet Shehu kormányában. Mindeközben – ugyancsak a minisztertanács tagjaként – nyolc éven át volt az Állami Tervbizottság elnöke (1948. november 23. – 1950. július 4., 1954. július 20. – 1958. június 21., 1966. március 17. – 1968. december 24.). Kormánypozíciói mellett a pártvezetés legszűkebb köréhez tartozott, 1948 novemberétől 1991 júniusáig tagja volt a párt központi, 1981 novemberéig politikai bizottságának. Az állampárti évtizedek során, 1946-tól 1990-ig mindvégig az albán nemzetgyűlés képviselője volt.
Mérnökemberként elsősorban technokrataként volt ismert, tudását az Állami Tervbizottság élén Albánia ipari átalakításában kamatoztatta. Jelentősen hozzájárult az albán–kínai gazdasági-kereskedelmi kapcsolatok kereteinek megteremtéséhez. 1961 januárjában ő vezette azt az első pártdelegációt, amely Pekingben megtárgyalta és aláírta az elkövetkező másfél évtizedet meghatározó kétoldalú egyezményeket. 1975-ben a Kínai–Albán Baráti Társaság elnöke lett. Az albán kommunista párt legelső politikai bizottságának kilenc tagja közül ő volt az egyetlen, aki túlélte Enver Hoxhát, régi elvtársainak nagy része az évtizedek során sorra kegyvesztetté vált, és életük erőszakos halállal vagy rejtélyes körülmények között ért véget.
Nővére, Aneta Koleka a 2013-ban Albánia miniszterelnökének megválasztott szocialista politikus, Edi Rama édesanyja.